# Pramdragere ved Volga
Pramdragere ved Volga eller Burlaki (russisk: Бурлаки на Волге, tr. Burlaki na Volge) er et maleri fra 1870-1873 af den russiske socialrealistiske maler Ilja Repin. Værket viser det umenneskelige slid med at trække prammen på Volga-floden; endda i en tid, hvor dampskibe fandtes; et ses i baggrunden. Mændene synes næsten at kollapse af udmattelse under slæbningen opstrøms i varmt vejr. Der sejlede dengang mange dampskibe på de russiske floder, men pramdragere var billigere i drift. I 1870'erne gik over 300.000 mænd og kvinder som trækdyr på pramstier ved de russiske floder og kanaler.

Værket er en hyldest til mændenes værdighed og udholdenhed, og en meget følelsesladet fordømmelse af dem, der udnytter andre. Selv om pramdragerne vises accept, er de i høj grad besejret; kun én skiller sig ud: i midten af rækken og i lærredets midte indtager en farvestrålende ung kæmpe med trækseler en heroisk holdning.
Repin fik ideen til maleriet under sine rejser gennem Rusland som en ung mand og skildrer det, han er stødt på. Det tiltrak international ros for den realistiske skildring af de arbejdende mænds prøvelser, og gav Repins karriere et stort ryk fremad. Kort efter maleriet var færdigt, blev det købt af storfyrst Vladimir Aleksandrovitj af Rusland og udstillet over hele Europa som et vartegn for russisk realisme maleri. Pramdragerne ved Volga er beskrevet som "måske den mest berømte maleri af Peredvizhniki bevægelsen [for] .... dens ubøjelige skildring af opslidende arbejde". Maleriet blev derefter ophængt i Storfyrst Vladimirs billard-salon, hvilket var til stor fortrydelse for Repin, der hellere havde set det ophængt med offentlig adgang. Efter Den Russiske Revolution i 1917 blev storfyrstens kunstsamling nationaliseret og overført fra Vladimir Palads til Det russiske museum.